# Цгутінг (район)
Цгутінг (сесото Quthing) — один з 10 районів Лесото. Адміністративний центр — Цгутінг.

## Географія
Район Цгутінг межує на південному-заході з Східною Капською провінцією, ПАР, на півночі з районом Мохалес-Хук, на північному-сході з районом Цгачас-Нек. Площа району становить 2.916 км².

## Населення
За переписом населення 2004 року у районі Цгутінг мешкало 200.000 осіб.

## Адміністративний поділ Цгутінг

### Округи
5 округів
- Маунт Муросі
- Моєні
- Цоалі
- Себапала
- Теле

### Місцеві ради
10 місцевих рад
- Ліхолонг
- Ліпакое
- Мацаценг
- Мхоно
- Мокотжемела
- Мпакі
- Нкоебе
- Комокомонг
- Сефоронг
- Цацане

| Лесото | Це незавершена стаття з географії Лесото. Ви можете допомогти проєкту, виправивши або дописавши її. |

30°25′ пд. ш. 28°00′ сх. д. / 30.417° пд. ш. 28.000° сх. д.